# Clusia cajamarcensis
Clusia cajamarcensis är en tvåhjärtbladig växtart som beskrevs av Adolf Engler. Clusia cajamarcensis ingår i släktet Clusia och familjen Clusiaceae. Inga underarter finns listade i Catalogue of Life.